# 田畑昇太郎
田畑 昇太郎（たばた しょうたろう、1884年（明治17年）4月6日 - 1950年（昭和25年）5月25日）は、日本の柔道家。段位称号は講道館柔道十段、大日本武徳会柔道範士。講道館柔道殿堂。

## 経歴
大阪府生まれ。1900年（明治33年）講道館京都分場に入門する。また、大日本武徳会遊泳部に入り小堀流踏水術を学ぶ。京都法政大学を卒業。
1905年10月、日本武徳会武術教員養成所（後の武道専門学校）の開設と同時に同校の助教授に就任、1912年（明治45年）同教授に就任。1917年（大正6年）、大日本武徳会遊泳術精錬証を受ける。1926年（大正15年）、大日本武徳会柔道範士に昇進。
1929年（昭和4年）、御大礼記念天覧武道大会の審判員を務める。1934年（昭和9年）、皇太子殿下御誕生奉祝天覧武道大会の審判員並びに特選乱取りに出場。
戦後、京都府柔道連盟会長を務めた。